# Xanthorrhoea drummondii
Xanthorrhoea drummondii is een grasboom uit de familie Xanthorrhoeaceae. De soort komt voor in het zuidwestelijke deel van West-Australië, waar de soort groeit op zanderige en laterische bodems.